# Glossari d'accions farmacològiques
Aquest Glossari d'Accions Farmacològiques recull de més de 150 termes pretén organitzar les accions farmacològiques més habituals tot agrupant-les en un únic lloc per tal de poder-ne fer referència en aquells conceptes que no tinguin article propi.
| Índex A B C D E F G H I J K L M N O P Q R S T U V W X Y Z |

## A
- Abortiu: Fàrmac o agent que provoca l'avort amb l'expulsió de l'embrió o fetus.
- Adaptogen: Fàrmac o agent que afavoreix l'adaptació i resistència de l'organisme enfront l'estrès sigui aquest d'origen físic, químic, biològic o psicològic.
- Afrodisíac: Fàrmac o agent que excita el desig sexual.
- Al·lucinogen: Psicofàrmac que provoca modificacions psíquiques transitòries que afecten especialment l'esfera perceptiva.
- Anafrodisíac: Fàrmac, agent o pràctica capaç de moderar el desig sexual.
- Analèptic: Fàrmac o agent d'acció estimulant, especialment el que actua sobre el sistema nerviós central, com la cafeïna.
- Analgèsic: Fàrmac o agent que suprimeix el dolor.
- Anestèsic: Fàrmac o agent que, en produir narcosi, analgèsia general, relaxament i pèrdua de la sensibilitat conscient actuant sobre les cèl·lules nervioses cerebrals.
- Anorexigen: Fàrmac o agent que redueix la gana.
- Ansiolític: Fàrmac o agent que, actuant sobre el sistema nerviós central, suprimeix la intranquil·litat i l'excitació pròpies de l'ansietat.
- Antiàcid: Fàrmac o agent que actua neutralitzant l'acidesa gàstrica.
- Antiàlgic: Fàrmac o agent que evita o combat el dolor. (= analgèsic).
- Antialopècic: Fàrmac o agent que evita la pèrdua de pèl.
- Antiandrogen: Fàrmac o agent que és capaç d'inhibir els efectes biològics de les hormones andrògenes.
- Antianèmic: Fàrmac o agent que contraresta o és preventiu de l'anèmia.
- Antianorèctic: Fàrmac o agent que estimula l'apetit. (=Orexigen).
- Antiarrítmic: Qualsevol dels fàrmacs o agents que modifica la velocitat i el ritme dels batecs del cor, i restaura el ritme sinusal normal.
- Antiartrític: Fàrmac o agent que evita o mitiga l'aparició de l'artritis.
- Antiasmàtic: Fàrmac o agent que calma o atenua els símptomes de l'asma.
- Antiastènic: Fàrmac o agent que alleuja la feblesa o restaura la fortalesa.
- Antibacterià: Fàrmac o agent que inhibeix el creixement dels bacteris o els elimina sense lesionar pràcticament l'organisme infectat.
- Antibronquial: Qualsevol dels fàrmacs o agents que millora les malalties dels bronquis.
- Anticatarral: Fàrmac o agent que actua prevenint o guarint la inflamació i la hipersecreció de les mucoses de l'aparell respiratori, com per exemple el refredat.
- Anticoagulant: Fàrmac o agent que inhibeix la coagulació de la sang en interferir algun dels seus mecanismes.
- Anticolinèrgic: Fàrmac o agent que actua com a antagonista competitiu de l'acetilcolina sobre els receptors muscarínics.
- Anticolinesteràsic: Fàrmac o agent que inhibeix l'enzim acetilcolinesterasa.
- Anticonceptiu: Fàrmac o agent contraceptiu.
- Anticonvulsiu: Fàrmac depressor del sistema nerviós central que combat els estats d'hiperactivitat o d'irritació dels centres motors encefàlics.
- Antidepressiu: Psicofàrmac emprat en el tractament de les síndromes depressives.
- Antidiabètic: Fàrmac o agent que prevé o millora la diabetis. (=Hipoglucemiant).
- Antidiarreic: Fàrmacs o agents que mitiga o atura les diarrees.
- Antidínic: Fàrmac o agent que prevé o millora el vertigen.
- Antieczematós: Fàrmac o substància efectiu contra l'èczema.
- Antiemètic: Fàrmac o agent que evita el vòmit. (=Antivomitiu).
- Antiescorbútic: Fàrmac o agent que combat l'escorbut.
- Antiespasmòdic: Fàrmac o agent que aboleix els espasmes. (= Espasmolític)
- Antiestrogen: Fàrmac o agent que bloca o modifica l'acció dels estrògens.
- Antifebril: Fàrmac o agent que baixa la febre. (=Antipirètic).
- Antifibril·lant: Fàrmac o substància emprat per a evitar la fibril·lació del miocardi.
- Antiflatulent: Fàrmac o agent que millora o evita la flatulència. (=Carminatiu).
- Antiflogístic: =Antiinflamatori.
- Antiftíric:Fàrmac o agent que combat els polls. Actualment es fa servir més el terme pediculicida.
- Antifúngic: Fàrmac o agent que evita el desenvolupament dels fongs, els destrueix o detura llur creixement i reproducció.
- Antigalàctic: Fàrmac o agent que disminueix la secreció de la llet.
- Antihelmíntic: Fàrmac o agent que actua sobre els cucs intestinals.
- Antihemorràgic: Fàrmacs o agents que detura les hemorràgies. (=Hemostàtic)
- Antihemorroidal: Fàrmac o agent que actua sobre les hemorroides o en calma el seu dolor.
- Antihipercolesterolèmic: Fàrmac o agent que prevé o disminueix una taxa alta de colesterol a la sang.
- Antihipertensiu: Fàrmac o agent que disminueix la pressió arterial elevada. (=Hipotensor).
- Antihistamínic: Fàrmac o agent que contraresta els efectes de la histamina.
- Antiinfecciós: Fàrmac o agent que combat les infeccions.
- Antiinflamatori: Fàrmac o agent que prevé o combat la inflamació.
- Antimalàric: =Antipalúdic.
- Antimicòtic: =Antifúngic.
- Antimicrobià: =Antibiòtic.
- Antimigranyós: Fàrmac o agent emprat en el tractament de la migranya.
- Antimitòtic: Fàrmac o agent que per la seva acció blocadora de la divisió cel·lular, a causa d'interferències en la formació de la membrana, en la síntesi de l'àcid desoxiribonucleic o del ribonucleic o en altres mecanismes, és emprat en el tractament del càncer i de les leucèmies.
- Antineoplàstic: Fàrmac o agent que prevé o inhibeix el desenvolupament de les neoplàsies.
- Antineuràlgic: Fàrmac o agent que combat la neuràlgia.
- Antioxidant: Fàrmac o agent que endarrereix el procés oxidatiu, protegint les cèl·lules en contra de l'atac dels radicals lliures.
- Antipalúdic: Fàrmac o agent que evita o combat el paludisme o malària.
- Antiparasitari: Fàrmac o agent que destrueix els paràsits.
- Antipirètic: Fàrmac o agent que disminueix la febre. (=Febrífug).
- Antipruriginós: Fàrmacs o agents que guareix o alleuja el prurigen.
- Antipsicòtic: =Neurolèptic.
- Antireumàtic: Fàrmac o agent que atenua els símptomes de les malalties reumàtiques.
- Antiseborreic: Fàrmac o agent que combat la seborrea.
- Antisèptic: Fàrmac o agent que impedeix el desenvolupament de microorganismes nocius en la pell o les mucoses. (=Desinfectant).
- Antisialagog: Fàrmac o agent que impedeix o disminueix la secreció salival.
- Antisifilític: Fàrmac o agent que impedeix o disminueix la sífilis.
- Antisolar: Substància utilitzada per a evitar l'eritema produït per una excessiva exposició de la pell nua a la radiació solar.
- Antisoporífer: Fàrmac o agent que augmenta l'estat de vigília inhibint les ganes de dormir.
- Antisudorífic: Fàrmac o agent que disminueix la secreció de la suor.
- Antitèrmic: =Antipirètic.
- Antitussigen: Fàrmac o agent que calma la tos. (=Bèquic, Pectoral).
- Antiulcerós: Fàrmac o agent que combat les úlceres d'estómac.
- Antivíric: Fàrmac o agent que destrueix selectivament els virus infectants d'organismes vius.
- Aperitiu: Fàrmac o agent que estimula les secrecions gàstriques ajudant a la digestió i afavorint la gana.
- Astringent: Fàrmac o agent que produeix constricció i sequedat. Generalment va associat a la propietat de ser antidiarreics i hemostàtics.

## B
| Índex: A B C D E F G H I J K L M N O P Q R S T U V W X Y Z — Especials Inici — vegeu també — enllaços externs |

- Bacteriostàtic: Fàrmac o agent que evita el desenvolupament i multiplicació dels bacteris.
- Balsàmic: Fàrmac o agent que suavitza les patologies de l'aparell respiratori pel seu contingut en olis essencials antisèptics i tonificants.
- Bèquic: Fàrmac o agent que calma la tos. (=Antitussiu).
- Broncodilatador: Fàrmac o agent que dilata i relaxa els bronquis. (=Antiasmàtic).

## C
| Índex: A B C D E F G H I J K L M N O P Q R S T U V W X Y Z — Especials Inici — vegeu també — enllaços externs |

- Cardiotònic: Fàrmac o agent que actua de tònic cardíac i que augmenta la força de la contracció del cor i en millora el seu rendiment.
- Carminatiu: Fàrmac o agent que afavoreix l'expulsió dels gasos intestinals (flatositats).
- Catàrtic: Fàrmac o agent que neteja els budells, que provoca evacuacions. (=Purgant).
- Càustic: Substància o agent corrosiu sobre els teixits orgànics.
- Cicatritzant: Fàrmac o agent que estimula la cicatrització.
- Citostàtic: Fàrmac o agent que atura la divisió de les cèl·lules o llur creixement, en inhibir-ne la mitosi. (=Antimitòtic).
- Colagog: Fàrmac o agent que provoca l'expulsió de la bilis cap al duodè, especialment com a resultat de la contracció de la bufeta biliar.
- Colerètic: Fàrmac o agent que augmenta o estimula la secreció de bilis pel fetge, ço que facilita la digestió de les grasses.

## D
| Índex: A B C D E F G H I J K L M N O P Q R S T U V W X Y Z — Especials Inici — vegeu també — enllaços externs |

- Demulcent: Fàrmac o agent que, en solució, actua (de forma purament mecànica) com a protector dels teixits irritats.
- Depuratiu: Medicament als quals és atribuïda l'acció de depurar els humors orgànics, principalment la sang.
- Descongestiu: Fàrmac o agent que redueix la congestió.
- Desodorant: Medicament o substància emprada per a eliminar les pudors, per a evitar-ne la formació (desodorant inhibitori) o per a emmascarar-les (desodorant emmascarador).
- Diaforètic: Fàrmac o agent que provoca diaforesi o sigui transpiració i sudació, especialment si és profusa.
- Digestiu: Fàrmac o agent que ajuda o estimula la digestió.
- Diürètic: Fàrmac o agent que promou l'eliminació d'orina.

## E
| Índex: A B C D E F G H I J K L M N O P Q R S T U V W X Y Z — Especials Inici — vegeu també — enllaços externs |

- Edulcorant: Producte de gust dolç al tast.
- Emètic: Fàrmac que provoca el vòmit. (=Vomitiu).
- Emmenagog: Fàrmac o agent que estimula o afavoreix l'aparició del fluix menstrual.
- Emol·lient: Fàrmac o agent que té la propietat d'ablanir i relaxar les parts inflamades. És d'ús extern, i deu la seva acció a la propietat que té de retenir la humitat.
- Espasmolític: Fàrmac o agent que relaxa la musculatura llisa, emprada per a suprimir els espasmes.
- Estimulant: Fàrmac que augmenta o fa més activa una determinada funció o activitat fisiològica.
- Estomacal: Fàrmac o agent que afavoreix l'acció digestiva i és adequada per a combatre la dispèpsia.
- Estrogènic: Fàrmac o agent que augmenta l'activitat de les hormones estrògens.
- Eupèptic: Fàrmac o agent que obre la gana de menjar i afavoreix la digestió, bé regulant la secreció i composició dels sucs digestius, bé millorant-ne la qualitat per addició o supressió d'algun dels seus elements.
- Expectorant: Fàrmac o agent que promou l'expectoració, que la facilita.

## F
| Índex: A B C D E F G H I J K L M N O P Q R S T U V W X Y Z — Especials Inici — vegeu també — enllaços externs |

- Febrífug: Fàrmac o agent que mitiga o guareix la febre. (=Antipirètic).
- Fungicida: Substància emprada per a combatre les infeccions fúngiques en els animals i les plantes.

## G
| Índex: A B C D E F G H I J K L M N O P Q R S T U V W X Y Z — Especials Inici — vegeu també — enllaços externs |

- Galactagog: Fàrmac o agent que afavoreix la secreció de la llet materna.

## H
| Índex: A B C D E F G H I J K L M N O P Q R S T U V W X Y Z — Especials Inici — vegeu també — enllaços externs |

- Hemolític: Fàrmac que produeix hemòlisi.
- Hemostàtic: Fàrmac o agent que atura les hemorràgies.
- Hepatoprotector: Fàrmac o agent que assegura el manteniment d'un bon funcionalisme hepàtic.
- Hipertensor: Fàrmac que causa hipertensió arterial.
- Hipnòtic: Fàrmac que provoca el son.
- Hipocolesterolèmic: Fàrmac o agent que disminueix la concentració de colesterol a la sang.
- Hipoglucemiant: Fàrmac o agent que disminueix el nivell de glucosa a la sang.
- Hipolipemiant: Fàrmac o agent que disminueix el nivell de lípids a la sang.
- Hipotensor: Fàrmac o agent que causa hipotensió i que provoquen una disminució de la pressió arterial. Són emprats en els processos amb pressió arterial alta. (=Antihipertensiu).
- Hipotònic: Fàrmac o agent que fa disminuir el nivell de to muscular.

## I
| Índex: A B C D E F G H I J K L M N O P Q R S T U V W X Y Z — Especials Inici — vegeu també — enllaços externs |

- Immunoestimulant: Fàrmac o agent que estimula al sistema immunitari.
- Immunomodulador: Fàrmac o agent que manipula la resposta immunitària, sia per a obtenir immunopotenciació o immunosupressió, sia per a aconseguir inducció de la tolerància immunitària.

## L
| Índex: A B C D E F G H I J K L M N O P Q R S T U V W X Y Z — Especials Inici — vegeu també — enllaços externs |

- Laxant: Fàrmac o agent que facilita l'evacuació intestinal de manera natural, sense provocar diarrea.
- Lipolític: Fàrmac o agent que afavoreix la descomposició o destrucció dels lípids alimentaris en àcids grassos i sabons, en el curs de la digestió.

## M
| Índex: A B C D E F G H I J K L M N O P Q R S T U V W X Y Z — Especials Inici — vegeu també — enllaços externs |

- Midriàtic: Fàrmac que produeix midriasi o dilatació de la pupil·la.
- Mucolític: Fàrmac o agent que té la propietat de disminuir la viscositat de les secrecions del tracte respiratori, produint la seva fluïdització.

## N
| Índex: A B C D E F G H I J K L M N O P Q R S T U V W X Y Z — Especials Inici — vegeu també — enllaços externs |

- Narcòtic: Fàrmac que produeix narcosi. Els narcòtics són depressors de l'activitat del sistema nerviós que indueixen al son, alhora que creen hàbit.

## O
| Índex: A B C D E F G H I J K L M N O P Q R S T U V W X Y Z — Especials Inici — vegeu també — enllaços externs |

- Orexigen: Fàrmac o agent que desperta la gana de menjar. (=Antianorèctic).
- Oxitòcic: Fàrmac que estimula la contracció del múscul uterí i provoca el part.

## P
| Índex: A B C D E F G H I J K L M N O P Q R S T U V W X Y Z — Especials Inici — vegeu també — enllaços externs |

- Parasimpaticomimètic: Fàrmac o agent que té uns efectes semblants als que produeix l'excitació del parasimpàtic, colinomimètic.
- Parasiticida: Fàrmac o agent que destrueix paràsits.
- Psicoactiu: Fàrmac l'activitat farmacològica de la qual incideix sobre les funcions mentals i afectives.
- Purgant: Fàrmac o agent que provoca o afavoreix l'expulsió del contingut intestinal, en forma d'evacuacions líquides o semilíquides i abundants.

## Q
| Índex: A B C D E F G H I J K L M N O P Q R S T U V W X Y Z — Especials Inici — vegeu també — enllaços externs |

- Queratolític: Fàrmac o agent que afavoreix l'exfoliació de la capa còrnia de l'epidermis.

## R
| Índex: A B C D E F G H I J K L M N O P Q R S T U V W X Y Z — Especials Inici — vegeu també — enllaços externs |

- Remineralitzant: Fàrmac o agent que afavoreix la reposició dels elements minerals del cos, especialment de les sals càlciques de l'os.
- Repel·lent: Fàrmacs o agents que repel·leix mitjançant agents d'olor o sabor desagradables per a diferents espècies animals.
- Revulsiu: Fàrmac o agent que hom aplica sobre la pell i produeix una hiperèmia o sigui acumulació de sang en una regió orgànica.
- Rubefaent: Fàrmac que provoca vermellor de la pell per augment de la circulació sanguínia perifèrica.

## S
| Índex: A B C D E F G H I J K L M N O P Q R S T U V W X Y Z — Especials Inici — vegeu també — enllaços externs |

- Saciant: Fàrmac que dona sensació de plenitud i treu la fam.
- Sedant: Fàrmac o agent que disminueix la sensació de dolor o, més aviat, l'excitació del sistema nerviós central.
- Somnífer: Fàrmac o agent que provoca la son (=Hipnòtic).
- Sudorífic: Fàrmac o agent que provoca la secreció de suor. (=Diaforètic).

## T
| Índex: A B C D E F G H I J K L M N O P Q R S T U V W X Y Z — Especials Inici — vegeu també — enllaços externs |

- Tònic: Fàrmac o agent que tendeix a restablir el to normal de l'organisme.
- Tranquil·litzant: Medicament emprat en el tractament de les psicosis i neurosis que produeix tranquil·litat emocional i relaxació, sense produir hipnosi ni sedació important.

## V
| Índex: A B C D E F G H I J K L M N O P Q R S T U V W X Y Z — Especials Inici — vegeu també — enllaços externs |

- Vasoconstrictor: Fàrmac o agent que causa vasoconstricció o disminució del calibre dels vasos.
- Vasodilatador: Fàrmac o agent que causa vasodilatació o augment del calibre dels vasos.
- Vasoprotector: Fàrmac o agent que protegeix la ruptura dels capil·lars sanguinis.
- Venotònic: Fàrmac o agent que produeix efectes beneficiosos sobre el to venós i que el fa útil en el tractament de la insuficiència venosa crònica.
- Vermífug: Fàrmac o agent que provoca l'expulsió dels cucs paràsits intestinals. (=Antihelmíntic).
- Vitamínic: Fàrmac que conté vitamines.
- Vomitiu: Fàrmac que fa vomitar, emètic
- Vulnerari: Medicament d'ús extern emprat per al tractament d'úlceres i ferides